# Peter Lik
Peter Lik (* 1959, Melbourne, Victoria, Austrálie) je australský krajinářský fotograf – samouk. Při cestě na Aljašku v roce 1984 začal experimentovat s panoramatickými fotoaparáty.

## Život a dílo
Narodil se českým rodičům, kteří se odstěhovali do Austrálie po druhé světové válce jako uprchlíci a nakonec se usadili v Melbourne. Svou první fotografii pořídil když ke svým osmým narozeninám dostal skříňovou fotografickou kameru Kodak Brownie. Jako dítě fotografoval například orosenou pavučinu v zahradě rodinného domu, nebo krajinné scény a moře na rodinné dovolené.
V roce 2010 pořídil fotografii One, kterou anonymní sběratel zakoupil v prosinci téhož roku za 1 000 000 amerických dolarů a fotografie se tak zařadila na seznam nejdražších fotografií.

## Publikace
U některých publikací byly vydány také limitované edice.
- Peter Lik's 25th Anniversary Big Book (2009)
- Peter Lik Catalogue: Volume 2
- Australia: Images of a Timeless Land – ISBN 978-1-876585-03-7 (2004)
- Las Vegas and Beyond – ISBN 1-876585-29-3
- Las Vegas: Beyond the Neon – ISBN 978-0-578-01815-7 (2010)
- Spirit of America – ISBN 1-876585-15-3 (copyright VA0001233027) (2003)
- Maui:Hawaiian Paradise – ISBN 1-876585-17-X (copyright TX0006521005) (2005)
- Hawaii: The Aloha Spirit – ISBN 978-0-9797927-0-0 (2007)
- San Francisco – ISBN 1-876585-07-2 (copyright VA0001247207) (2001)

## Ocenění
- 1999 Fuji ACMP Australian Photographer's Collection 6[7]
- 2002 AIPP: Soubor: Bodie Ghost Town Award: Silver With Distinction.
- 2003 Fuji ACMP Australian Photographer's Collection 9 [8]
- 2004 AIPP – Soubor: The Opera, Award: Silver With Distinction [9]
- 2004 AIPP – Soubor: Spirits of Stone, Award: Sliver[9]
- 2004 AIPP – Soubor: Valley of the Shadows, Award: Sliver[9]
- 2004 AIPP Queensland – Soubor: Bamboo, Award: Sliver [10]
- 2004 AIPP Queensland – Soubor: The Opera, Award: Silver With Distinction [11]
- 2005 PPA – Soubor: Ancient Spirit, Award: Two Merits [12]
- 2005 PPA – Soubor: Bamboo, Award: Merit [13]
- 2006 PPA – Soubor: Angel's Heart, Award: Two Merits [14]
- 2006 PPA – Soubor: Ghost, Award: Merit [15]
- 2006 PPA – Soubor: The Opera, Award: Merit [16]
- 2007 AIPP – Soubor: Ghost, Award: Silver With Distinction [17]
- 2007 AIPP – Soubor: Icy Waters, Award: Sliver [18]
- 2007 AIPP – Soubor: Angel's Heart, Award: Silver With Distinction [19]
- 2007 AIPP – Soubor: Heaven on Earth, Award: Sliver [20]
- 2007 PPA – Soubor: Heaven on Earth, Award: Merit [21]
- 2007 PPA – Soubor: Blush, Award: Merit [22]
- 2007 PPA – Soubor: Turn Scarlet, Award: Merit [23]
- 2008 NANPA – Soubor: Tranquility, Award: Acceptance [24]
- 2008 AIPP – Soubor: Impression, Award: Sliver [25]
- 2008 AIPP – Soubor: Misty Blue, Award: Sliver [25]
- 2008 AIPP Queensland – Soubor: Turn Scarlet, Award: Sliver [26]
- 2008 AIPP Queensland – Soubor: Guardian Angel, Award: Sliver [27]
- 2008 AIPP Queensland – Soubor: Secret Veil, Award: Sliver [28]
- 2008 AIPP Queensland – Soubor: Hidden Temple, Award: Sliver [29]
- 2008 PPA – Soubor: Impression, Award: Merit [30]
- 2008 BLACK & WHITE: Single Image – Soubor: Into The Myst, Award: Merit [31]
- 2008 PPA – Soubor: Misty Blue, Award: Merit [32]
- 2008 NANPA – Soubor: The Jetty, Award: Acceptance [33]
- 2008 RPS – Soubor: Atlantic Reflections, Award: Bronze [34]
- 2009 IAPP – Soubor: Beginnings, Award: Acceptance [35]
- 2009 IAPP – Soubor: Impending Storm, Award: Acceptance [36]
- 2009 IAPP – Soubor: Misty Harbour, Award: 2nd Place: Landscapes [37]
- 2009 PSA – Soubor: Atlantic Reflections, Award: Acceptance [38]
- 2009 PSA – Soubor: Harmony, Award: Acceptance [39]
- 2009 PSA – Soubor: Atlantic Reflections, Award: Acceptance [40]
- 2009 AIPP – Soubor: Overseas, Award: Sliver [41]
- 2009 AIPP – Soubor: Misty Harbour, Award: Sliver [42]
- 2009 AIPP Queensland: Professional Photography Awards – Soubor: Pele's Whisper, Award: Silver [43]
- 2009 AIPP Queensland: Professional Photography Awards – Soubor: Dark Side of the Moon, Award: Silver With Distinction [44]
- 2009 AIPP Queensland – Professional Photography Awards, Soubor: Dark Side of the Moon, Award: Silver [45]
- 2009 AIPP Queensland: Professional Photography Awards, Soubor: Mystic Valley, Award: Silver With Distinction [46]
- 2009 IPA – Soubor: Pele's Whisper, Award: 2nd Place: Landscapes [47]
- 2009 PDN – The Great Outdoors, Soubor: Pele's Whisper, Award: 1st Place: Nature [48]
- 2009 PSNZ – Soubor: Beyond Paradise, Award: Acceptance [49]
- 2009 POP PHOTO – Soubor: Pele's Whisper, Award: Winner: Nature [50]
- 2009 RPS – Soubor: Pele's Whisper, Award: Acceptance [51]
- 2009 RPS – Soubor: Candy Bark, Award: Acceptance [52]
- 2009 APPA Photography Book Award [53]
- 2010 AIPP – Soubor: Tree of Life, Award: Silver With Distinction [54]
- 2010 AIPP – Soubor: Pele's Whisper, Award: Silver [54]
- 2010 AIPP – Soubor: 25 Year Anniversary Book, Award: Book of the Year [55]
- 2010 AIPP Queensland – Soubor: 25 Year Anniversary Book, Award: Silver With Distinction[56]
- 2010 AIPP Queensland – Soubor: Tree of Life, Award: Sliver [57]
- 2010 AIPP Queensland – Soubor: Sacred Sunrise, Award: Sliver[58]
- 2010 COLOR Portfolio Contest – Soubor: Blue Pier, Award: Bronze[59]
- 2010 APA – Soubor: Tree of Life, Award: Merit[60]
- 2010 BIPP – Award: Fellowship[61]
- 2010 BIPP – Soubor: Tree of Life, Award: Merit [62]
- 2010 BIPP – Soubor: Sacred Sunrise, Award: Silver[63]
- 2010 BIPP – Soubor: Deep Forest, Award: Merit[64]
- 2010 BIPP – Soubor: Pele's Whisper, Award: Merit[65]
- 2010 International Aperture Awards: Landscape – Soubor: Blue Pier, Award: Bronze[66]
- 2010 RPS – Award: Fellowship[67]
- 2011 NANPA – Soubor: Pristine[68]

## Filanthropie
- Band of Parents’ Fund[69]
- Haiti Relief Efforts[70][71][72][73]